# Tummen & Tummens Mamma
Tummen & Tummens Mamma är en svensk film från 2023, som gick upp på bio juldagen 2023. Filmen är ett knattebiopaket med fem avsnitt regisserad av Inger Sandberg och Lasse Sandberg från deras SVT-serie från 1978.

## Rollista
- Inger Sandberg – berättarröst